# インフォテリア・オンライン
インフォテリア・オンライン株式会社（英名：Infoteria Online Corporation）は、インフォテリア株式会社の100%子会社として2007年にSaaS（Software as a Service）形式でのビジネスを専業とする企業として設立された。最初の製品である「OnSheet（オンシート）」は、ブラウザ上で操作できる表計算ソフトで、Web上でデータを共有、編集できるほか、データの一部をグラフ化したものをブログ等で表示できる。また、「OnSheet（オンシート）パイプライン」機能を利用すれば、データベースやメールサーバー、外部サービスなど、さまざまなデータソースと「OnSheet（オンシート）」をつなぐことができる。また、個人向けサービスとしてオンライン付箋サービス「lino（リノ）」や、「OnSheet（オンシート）」に続く企業向けサービスとしてファイル転送キューングサービス「OnTranq(オントランク）」の提供も開始しており、国産オンラインサービスベンダーとして積極的な活動をおこなっている。

## 主な製品
- OnSheet - オンライン表計算サービス　※SaaSで提供
- Topika - オンライン課題管理サービス　※SaaSで提供
- c2talk - ソーシャルカレンダーサービス　※ネットサービスとクライアントソフトのハイブリッド型
- lino - オンライン付箋サービス　※SaaSで提供
- OnTranq - ファイル転送キューイングサービス　※ネットサービスとクライアントソフトのハイブリッド型